# 布塔乡
布塔乡，是中华人民共和国西藏自治区昌都市丁青县下辖的一个乡镇级行政单位。

## 行政区划
布塔乡下辖以下地区：
布塔村和汝塔村。